# Kloster Topusko
Das Kloster Topusko (Toplica, Toplice, ungarisch Topusztó) ist eine ehemalige Zisterzienserabtei in Kroatien. Das Kloster lag 67 km südlich von Zagreb in Toplice Topusko in Kroatien, im Tal des Flusses Glina.

## Geschichte
Das 1208 an der Stelle eines römischen Bads gegründete Kloster entstammt der von der Primarabtei Clairvaux ausgehenden Filiation, und zwar entweder direkt oder über Kloster Szentgotthárd in Ungarn. Kloster Ercsi in Ungarn und nach Janauschek auch – allerdings unbelegt – das Zisterzienserkloster Zagreb gelten als Töchter von Topusko. Die Anlage wurde unter König Andreas II. auf Grund eines im Jahr 1205 beim Kreuzzug nach Jerusalem getätigten Gelöbnisses erbaut (ein verschiedentlich genanntes Gründungsdatum 1135 ist unbelegt). Als erster Abt wird im Jahr 1213 ein Theobaldus genannt. Das Kloster wurde Anfang des 16. Jahrhunderts verlassen und von türkischen Truppen 1558 (nach anderer Angabe 1593) zerstört. 1877 bis 1879 und 1966 fanden Ausgrabungen statt.

## Bauten und Anlage
Die Anlage wurde zu Anfang des 19. Jahrhunderts größtenteils abgebrochen. Erhalten ist lediglich die 23 m hohe, zerfallende Portalfassade im Westen der der Jungfrau Maria geweihten, gotischen Kirche, die mit dem Kloster 1233 fertiggestellt wurde. Sie befindet sich im Abteipark. Es handelte sich um eine querhauslose, gewölbte dreischiffige Anlage von gut 50 m Länge mit halbkreisförmiger Apsis und rechteckig geschlossenen Kapellen. Die Seitenschiffe waren durch schlanke Säulen abgetrennt. Die Mittelschiffsapsis wird als der älteste Teil der Anlage angesehen, während das frühgotische Langhaus wohl erst in der Mitte des 13. Jahrhunderts angebaut wurde. Die Klausur lag südlich (rechts) von der Kirche.